# Stari Trg pri Ložu
Stari Trg pri Ložu (pronunciación: [ˈstaːɾi ˈtəɾk pɾi ˈloːʒu]) es una localidad eslovena, capital del municipio de Loška Dolina en el suroeste del país.
En 2018 tiene 814 habitantes.
Cuenta con una iglesia dedicada a San Jorge perteneciente a la arquidiócesis de Liubliana. El templo data del siglo XII y ha sido reformado en varias ocasiones, destacando en el edificio los frescos del siglo XVI y un santuario añadido en 1643.
Se ubica en el norte del término municipal, sobre la carretera 213.